# Tilton on the Hill
Tilton on the Hill – wieś w Anglii, w hrabstwie Leicestershire, w dystrykcie Harborough. Leży 18 km na wschód od miasta Leicester i 137 km na północ od Londynu. Miejscowość liczy 450 mieszkańców.